# Flying Machines Which Do Not Fly

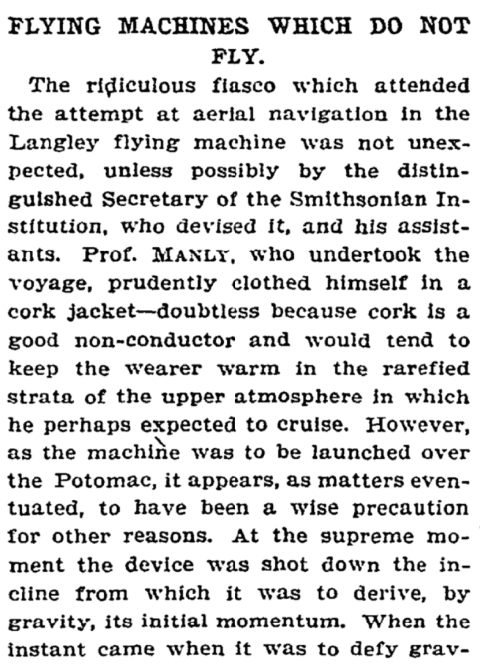
El artículo del The New York Times de 1903, que predijo que la humanidad no podría crear una máquina voladora que funcionara hasta dentro de uno a diez millones de años.

«Flying Machines Which Do Not Fly» («Máquinas voladoras que no vuelan») es un editorial publicado en The New York Times el 9 de octubre de 1903. El artículo predijo incorrectamente que la humanidad tardaría entre uno y diez millones de años en desarrollar una máquina voladora operativa. Fue escrito en respuesta al fallido experimento de avión de Samuel Langley dos días antes. Diez semanas después de la publicación del artículo, los hermanos estadounidenses Orville y Wilbur Wright lograron con éxito el primer vuelo con un vehículo más pesado que el aire el 17 de diciembre de 1903 en Kitty Hawk, Carolina del Norte.

## Antecedentes
A principios del siglo XX, la opinión pública consideraba imposible viajar en avión. Los ingenieros y científicos contemporáneos también se mostraban pesimistas respecto del vuelo. Los críticos notables incluyeron a Simon Newcomb, Lord Kelvin y el ingeniero jefe de la Armada de los Estados Unidos, George W. Melville, este último quien describió las máquinas voladoras como «totalmente injustificadas, si no absurdas». Después de cinco años de preparativos, el pionero de la aviación Samuel Langley estaba listo para probar su Langley Aerodrome el 7 de octubre de 1903. Pilotado por Charles Manly, el avión no logró volar y cayó al río Potomac inmediatamente después del lanzamiento.

## Artículo

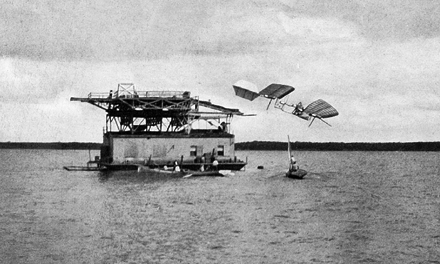
Primer fracaso del Langley Aerodrome tripulado de Samuel Langley, río Potomac, 7 de octubre de 1903.

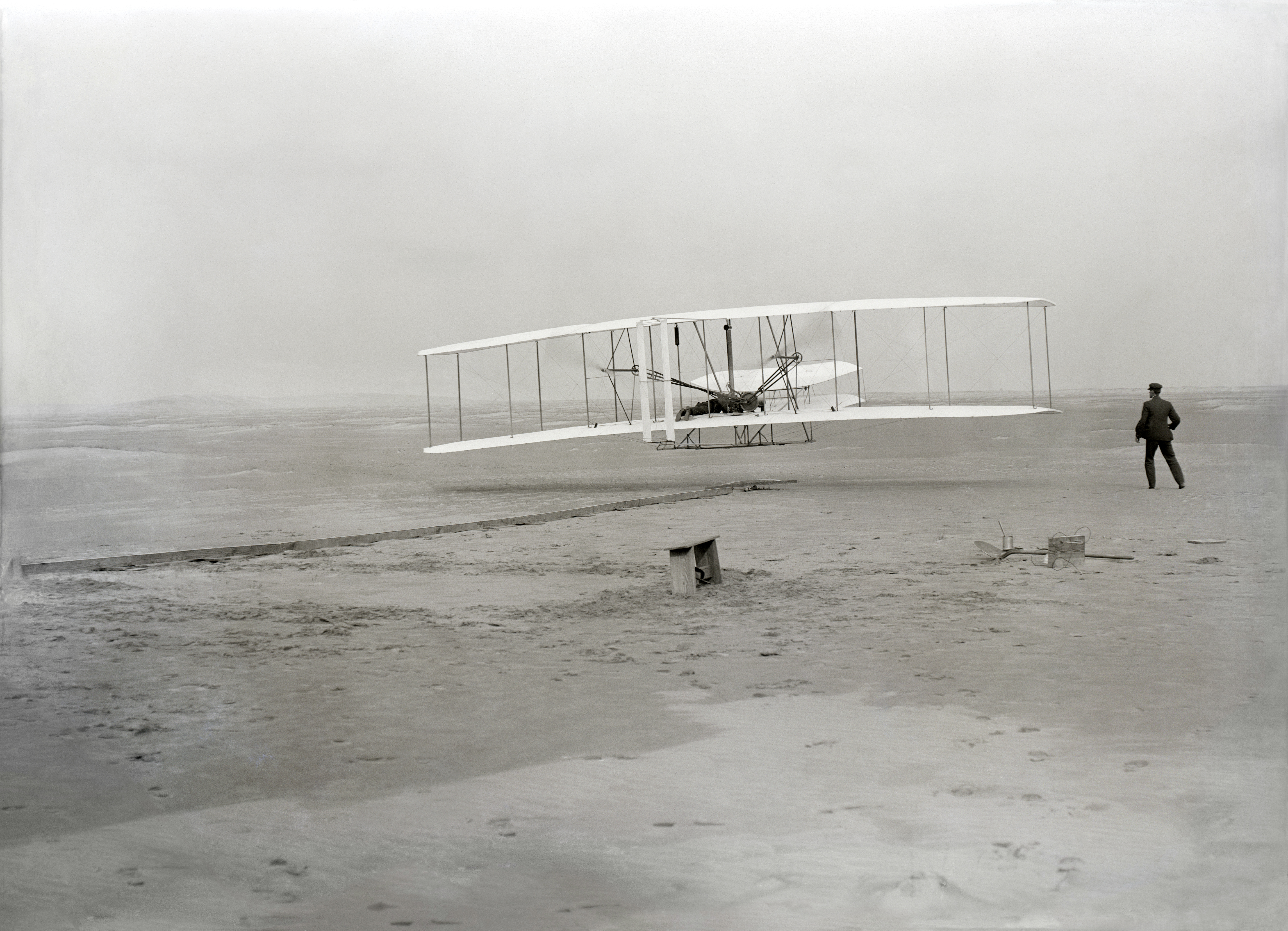
Segundos después del exitoso vuelo en avión de los hermanos Wright, cerca de Kitty Hawk, Carolina del Norte, el 17 de diciembre de 1903.

El fracaso del Aerodrome provocó el ridículo público de Langley. Dos días después del experimento fallido, un editorial publicado en el The New York Times opinó:

[It] might be assumed that the flying machine which will really fly might be evolved by the combined and continuous efforts of mathematicians and mechanicians in from one million to ten million years... No doubt the problem has attractions for those it interests, but to the ordinary man it would seem as if effort might be employed more profitably.
[Se] podría suponer que la máquina voladora que realmente volará podría evolucionar gracias a los esfuerzos combinados y continuos de matemáticos y mecánicos en un plazo de entre un millón y diez millones de años... Sin duda, el problema tiene atractivos para aquellos a quienes interesa, pero al hombre común le parecería que el esfuerzo podría emplearse de manera más provechosa.

El mismo día de la publicación del artículo, Orville Wright escribió en su diario: «We started assembly today» («Hoy comenzamos el montaje»), en referencia al primer avión que él y su hermano Wilbur volarían poco después. El 8 de diciembre de 1903 Langley hizo un último intento de volar su aeródromo. Una vez más, el experimento fracasó y se retiró el apoyo oficial al proyecto de Langley. Otro editorial del The New York Times comentó:

We hope that Professor Langley will not put his substantial greatness as a scientist in further peril by continuing to waste his time and money for further airship experiments. Life is short, and he is capable of services to humanity incomparably greater than can expected to result from trying to fly ...
Esperamos que el profesor Langley no ponga en mayor peligro su grandeza como científico al seguir perdiendo su tiempo y dinero en nuevos experimentos con aeronaves. La vida es corta y él es capaz de prestar servicios a la humanidad incomparablemente mayores de los que se pueden esperar al intentar volar ...

El 17 de diciembre de 1903, los hermanos Wright desmintieron al The New York Times —y a muchos otros escépticos— con el exitoso vuelo de su avión.

## Legado
El astronauta Dave Williams considera el artículo como «quizás la mala predicción más infame de todos los tiempos». El politólogo P. W. Singer señala el artículo como su ejemplo favorito de una predicción «completa y absolutamente errónea».
El presidente estadounidense George W. Bush hizo referencia al artículo del The New York Times durante la celebración del centenario del histórico vuelo de los hermanos Wright en diciembre de 2003.